# سرسهایم
سرسهایم (به آلمانی: Sersheim) یک شهر در آلمان است که در ناحیهٔ لودویگزوبورگ واقع شده‌است.

## خصوصیات
سرسهایم ۵٬۱۲۳ نفر جمعیت دارد.